# Cantón de Tournay
El cantón de Tournay era una división administrativa francesa, que estaba situada en el departamento de Altos Pirineos y la región de Mediodía-Pirineos.

## Composición
El cantón estaba formado por veintisiete comunas:
- Barbazan-Dessus
- Bégole
- Bernadets-Dessus
- Bordes
- Burg
- Caharet
- Calavanté
- Castéra-Lanusse
- Clarac
- Fréchou-Fréchet
- Goudon
- Hitte
- Lanespède
- Lespouey
- Lhez
- Luc
- Mascaras
- Moulédous
- Oléac-Dessus
- Orieux
- Oueilloux
- Ozon
- Peyraube
- Poumarous
- Ricaud
- Sinzos
- Tournay

## Supresión del cantón de Tournay
En aplicación del Decreto n.º 2014-242 de 25 de febrero de 2014, el cantón de Tournay fue suprimido el 22 de marzo de 2015 y sus 27 comunas pasaron a formar parte del nuevo cantón de El Valle del Arros y de los Baïses.